# Lawe Loning Hakhapen
Lawe Loning Hakhapen is een bestuurslaag in het regentschap Aceh Tenggara van de provincie Atjeh, Indonesië. Lawe Loning Hakhapen telt 553 inwoners (volkstelling 2010).